# Ратом против истине
Ратом против истине (енгл. Wag the dog) је сатирична комедија заснована на роману Ларија Бајнхарта „Амерички јунак“. Роман говори о Џорџу Х. В. Бушу и Заливском рату, те се у том делу разликује од филма где ова повезаност није (експлицитно) видљива. Филм је привукао велику пажњу и због тога што се у време његовог приказивања десио и сексуални скандал председника Била Клинтона.

## Радња
Само 11 дана пре председничких избора на којима очекује да ће бити поново изабран, амерички председник долази у центар медијске пажње због сексуалног скандала. Он, наиме, бива ухваћен у гардероби у Белој кући са извиђачицом. Ови догађаји иду на руку његовом ривалу на изборима, те председник унајмљује познатог стручњака за односе с јавношћу Конрада Брина (Роберт де Ниро) да одвуче пажњу јавности са овог скандала. Конрад убрзо окупња тим људи који ће му помоћи у реализацији овог плана. Тим се састоји од холивудског продуцента Стенлија Мотса (Дастин Хофман), једног познатог композитора и многих других. Мотс и Брин одлучују да увере америчку јавност како се спрема рат са Албанијом, јер су наводно албански терористи дошли у посед бомбе коју намјеравају да активирају у САД-у. Затим почиње сплет невероватних догађаја и околности, који по некима најбоље осликава моћ коју имају медији у савременом друштву.

## Улоге
| Глумац         | Улога         |
| -------------- | ------------- |
| Дастин Хофман  | Стенли Мотс   |
| Роберт де Ниро | Конрад Брин   |
| Ен Хејч        | Винифред Ејмс |
| Денис Лири     | Фад Кинг      |
| Вили Нелсон    | Џони Дин      |
| Андреа Мартин  | Лиз Батски    |

## Награде
Филм је 1998. године номинован за Оскара у две категорије, за најбољег глумца (Дастин Хофман), и за најбољи адаптирани сценарио (Хилари Хенкин и Дејвид Мамет. Поред тога Бари Левинсон је добио специјалну награду жирија "Сребрени медвед" на филмском фестивалу у Берлину, а номинован је и за "Златног медведа"